# ویندیشلویبا
ویندیشلویبا (به آلمانی: Windischleuba) یک شهر در آلمان است که در اتنبرگر لند واقع شده‌است. ویندیشلویبا ۲٬۲۰۷ نفر جمعیت دارد.